# Ledaña
Ledaña és un municipi de la província de Conca situat a la comunitat autònom de Castella la Manxa, a la zona sud de la província a 146 km de Conca. En el cens de 2007 tenia 1919 habitants en un territori de 59,70 km². El codi postal és 16237. Limita amb Villagarcía del Llano i Iniesta.

## Administració
| Període      | Nom de l'alcalde/-essa          | Partit polític | Data de possessió |
| ------------ | ------------------------------- | -------------- | ----------------- |
| 1979 - 1983  |                                 | PSCM-PSOE      | 19/04/1979        |
| 1983 - 1987  |                                 | PSCM-PSOE      | 28/05/1983        |
| 1987 - 1991  |                                 | PP             | 30/06/1987        |
| 1991 - 1995  |                                 | PP             | 15/06/1991        |
| 1995 - 1999  |                                 |                | 17/06/1995        |
| 1999 - 2003  |                                 | PSCM-PSOE      | 03/07/1999        |
| 2003 - 2007  | José-Enrique Navarro Monteagudo | PSCM-PSOE      | 14/06/2003        |
| 2007 - 2011  | José-Enrique Navarro Monteagudo | PSCM-PSOE      | 16/06/2007        |
| 2011 - 2015  | n/d                             | n/d            | 11/06/2011        |
| 2015 - 2019  | n/d                             | n/d            | 13/06/2015        |
| 2019 - 2023  | n/d                             | n/d            | 15/06/2019        |
| Des del 2023 | n/d                             | n/d            | 17/06/2023        |

## Demografia
| 1900  | 1910  | 1920  | 1930  | 1940  | 1950  | 1960  | 1970  | 1981  | 1991  | 2001  |
| ----- | ----- | ----- | ----- | ----- | ----- | ----- | ----- | ----- | ----- | ----- |
| 1.752 | 1.830 | 2.206 | 2.562 | 2.842 | 3.017 | 3.299 | 2.491 | 2.077 | 2.067 | 1.896 |